# Clan Shiba

Lo stemma (mon) del clan Shiba

Il clan Shiba (斯波氏?, Shiba-shi) fu un clan giapponese che discendeva dallo Seiwa Genji.

## Storia
Gli Shiba discendevano dai Minamoto e durante il periodo Muromachi erano un'influente famiglia shugo che governava le province di Owari ed Echizen. Tuttavia il clan ebbe una diatriba interna tra fazioni durante la metà del XV° secolo e non riuscì a mantenere il loro stato di Daimyō e perse la provincia di Echizen per mano del clan Asakura nel 1470.
Nel 1550 gli Shiba erano rappresentati da Shiba Yoshimune della provincia di Owari attraverso il quale il ramo Iwakura del clan Oda governava. Yoshimune aveva la sua dimora presso il castello di Kiyosu.
Yoshimune fu ucciso nel 1554 da Oda Nobutomo. Shiba Yoshikane (morto 1600) fu figlio ed erede di Shiba Yoshimune.

## Membri importanti del clan[2]
- Shiba Ieuji (足利家氏?) figlio di Ashikaga Yasuuji fu il primo a prendere il nome Shiba durante il XIII° secolo
- Shiba Takatsune (斯波高経?; 1305-1367) pronipote di Ieuji, si unì a Ashikaga Takauji aiutandolo nella sconfitta dell'esercito imperiale a Takemshita (Suruga), ed entrò a Kyoto nel 1335. L'anno seguente sconfisse Wakiya Yoshisuke e Nitta Yoshiaki a Uryu (Settsu), poi occupò i castelli di Kanagasaki (Echizen) dove Nitta Yoshisada si era insediato (1337), e di Takanosu, difeso da Hata Tokiyoshi, che li fu ucciso nel 1338. Dopo queste vittorie la Corte del Sud non aveva più seguaci a Echizen e nelle terre circostanti. Ma Takatsune, dopo diverse liti con Takauji, sostenne Tadafuyu, che dopo esser stato sconfitto si rifugiò ad Echizen (1354). Tuttavia dopo la morte di Takauji, Takatsune si riconciliò con lo shōgun Yoshiakira e suo figlio Yoshimasa fu nominato Shitsuji (ministro) nel 1362. La pace non è durò comunque a lungo: Takatsune litigò con Sasaki Takauji e Akamatsu Norisuke. Yashiakira mandò contro di lui Sasaki Ujiyori e Hatakeyama Yoshito che lo assediarono nel suo castello di Somayama (Echizen). L'assedio si protrasse per più di un anno, ma alla fine Takatsune morì di malattia.
- Shiba Yoshimasa (斯波義将?; 1350-1410) figlio ed erede di Tukatsune ricevette il titolo di shitsuji nel 1362; Yoshimitsu essendo diventato shōgun (1367) gli assegnò il ruolo di kanrei. Favorito dal nuovo shōgun, Yoshimasa ricevette il governo delle provincie di Echizen, Etchū, Noto, Shinano, Sado e Wakasa. Fu anche noto come poeta di qualità.
- Shiba Yoshitake (斯波義健?; 1435-1452) morì giovane senza eredi e la sua successione si trasformò in disputa tra Yoshikado e Yoshitoshi.
- Shiba Yoshikado (斯波義健?; morto verso il 1480) fu figlio di Shibukawa Yoshino. Alla morte di Yoshitake, suo cugino fu nominato per succedergli, ma i grandi servitori degli Shiba, Kai, Asakura e Oda rifiutarono di sancire questa scelta e chiamarono Yoshikado. Seguì una guerra tra i due rivali e le loro fazioni. Nel 1459, lo shōgun Yoshimasa approvò la nomina di Yoshikado e ordinò che gli fossero restituiti tutti i domini degli Shiba: Yoshitoshi, senza rinunciare alle sue pretese, fuggì a Suwo. La sua causa venne discussa alla corte di Kyoto e, nel 1466, lo shōgun, abrogando la sua prima decisione, riconobbe Yoshitoshi come legittimo erede di Yoshitake. Yoshikado rifiutò di sottomettersi e fece appello a suo suocero Yamana Sōzen; Yoshimasa allarmato, abbandonò nuovamente Yoshitoshi e nominò Yoshikado kanrei. L'anno seguente scoppiò la guerra civile Ōnin: Yoshikado era naturalmente dalla parte di Sōzen. Dopo che la pace fu ristabilita (1477),si ritirò nel castello di Kiyosu (Owari).
- Shiba Yoshitoshi (斯波義敏?; 1435-1508) figlio di Ōno Yoshikane, fu adottato da Shiba Mochitane, zio di Yoshitake. Alla morte di quest'ultimo (1452), la famiglia Shiba nominò Yoshitoshi come suo successore ma i grandi vassalli degli Shiba si rifiutarono di riconoscerlo e si allearono per bloccarne la nomina; Yoshitoshi si appellò allo shōgun Yoshimasa al quale i vassalli ribelli mandarono Ise Sadachika per spiegare le loro ragioni, basandosi, dissero, sull'incapacità di Yoshitoshi a guidare il clan. Lo shōgun comprese le ragioni e accettò il loro candidato Yoshikado. Yoshitoshi si ritirò a Suwo per chiedere aiuto a Ōuchi Norihiro. In quel momento, la sorella della moglie di Yoshitoshi sposò Ise Sadachika e quest'ultimo ritornò dallo shōgun per perorare la causa del suo nuovo alleato. I diritti di Yoshitoshi furono ammessi (1466). Yoshikado, aiutato da suo suocero, Yamana Sōzen, radunò un esercito e marciò contro Kyoto: Yoshitoshi fuggì a nord e quando scoppiò la guerra civile Ōnin si mise naturalmente dalla parte di Hosokawa Katsumoto, l'avversario di Sōzen (1467). Nel 1475 si ritirò a Owari, ma gli Oda avevano già occupato la maggior parte della provincia di cui erano stati shugo per diverse generazioni, e, Yoshitoshi, trovandosi impossibilitato a riconquistare i suoi domini perduti, fuggì ad Echizen dove morì.
- Shiba Yoshitatsu (斯波義達?; 1486-1569?) figlio di Shiba Yoshihiro, dovette affrontare la pressione del clan Imagawa nella provincia di Tōtōmi. Cercò invano di riprendere il controllo dei clan vassalli.
- Shiba Yoshimune (斯波義統?; 1513-1554) figlio di Yoshitatsu, fu sconfitto da Oda Nobutomo e commise seppuku.
- Shiba Yoshikane (斯波義統?; 1540-1600) figlio di Yoshimune, chiese l'aiuto di Nobunaga contro Nobutomo. Poco dopo venne scoperto a tramare contro Nobunaga e fu esiliato a Kawachi dove morì quasi in miseria. Con la sua morte il clan Shiba, che per oltre due secoli era stato così potente e influente, cessò di esistere.